# Adoretus meo
Adoretus meo är en skalbaggsart som beskrevs av Kobayashi 1991. Adoretus meo ingår i släktet Adoretus och familjen Rutelidae. Inga underarter finns listade i Catalogue of Life.